# Dieter Kosslick
Pour les articles homonymes, voir Kosslick.
Dieter Kosslick, né le 30 mai 1948, est un critique de cinéma, journaliste et chercheur allemand.
Il a été le quatrième directeur du Festival international du film de Berlin (Berlinale) du 1er mai 2001, date à laquelle il succède à Moritz de Hadeln, jusqu'en 2019.

## Biographie
Né à Pforzheim et élevé à Ispringen, Dieter Kosslick étudie la communication, la politique et l'éducation à l'Université Ludwig Maximilian de Munich. Après avoir obtenu son diplôme de maîtrise, il poursuit ses études à l'université en tant qu'assistant de recherche avant de s'installer à Hambourg en 1979 pour travailler comme rédacteur de discours et administrateur de bureau pour le premier maire de Hambourg Hans-Ulrich Klose et, plus tard, comme porte-parole de l'unité "égalité des femmes". Il quitte ce poste en 1982 pour travailler comme journaliste pour le magazine politique Konkret.
En juillet 2000, l'État fédéral et la ville de Berlin ainsi que le gouvernement fédéral allemand le nomment directeur du Festival international du film de Berlin en Allemagne. Kosslick assume ce rôle à partir du 1er mai 2001.
Kosslick lance de nouvelles sections et initiatives au sein du Festival du film de Berlin, parmi lesquelles la section Perspektive Deutsches Kino pour le jeune film allemand, le Marché de la coproduction et le World Cinema Fund, ainsi que le Culinary Cinema en 2007 (abandonné après son départ, à partir de 2020). Son contrat est prolongé pour cinq ans en 2014.
En 2021, il publie son autobiographie, Immer auf dem Teppich bleiben.

## Honneurs
Dieter Kosslick a reçu de nombreuses distinctions et récompenses pour les diverses manières dont il a promu le cinéma et la culture, notamment l'ordre du Mérite de la République fédérale d'Allemagne (Bundesverdienstkreuz) et a été reçu chevalier des Arts et des Lettres.